# Rosario Esposito La Rossa
Rosario Esposito La Rossa (Napoli, 13 settembre 1988) è uno scrittore italiano.

## Biografia
Nato e cresciuto a Scampia, è uno scrittore, editore e libraio. Collabora con La Repubblica e Il Fatto Quotidiano. È il cugino di Antonio Landieri, vittima innocente di camorra, disabile ucciso a 25 anni per errore, durante la Faida di Scampia. Attualmente dirige le case editrici Marotta&Cafiero e Coppola editore. Ha pubblicato oltre 100 libri a Scampia tra cui scrittori del calibro di Stephen King, Daniel Pennac del Premio Nobel Gunter Grass, Raffaele La Capria, Osvaldo Soriano ed Ernesto Che Guevara. Ha aperto la prima libreria dell'area nord di Napoli: La Scugnizzeria. Per il suo impegno contro il degrado sociale e per la sua creatività è stato nominato nel 2016 dal Presidente della Repubblica Sergio Mattarella Cavaliere dell’Ordine al Merito della Repubblica Italiana. Nominato Ambientalista dell'anno del 2020 per i suoi libri ecologici. Dal 2015 è sposato con l'attrice Maddalena Stornaiuolo. Attualmente è consigliere dell'Unione degli Industriali di Napoli, sezione editoria.

## Libri
Ha pubblicato il suo primo libro a 17 anni, Al di là della neve (Marotta & Cafiero Editori), una raccolta di racconti su Scampia, uno sguardo critico, dall'interno, su uno dei quartieri martoriati dalla camorra, dedicato al cugino Antonio Landieri, vittima innocente di camorra. Con questo libro si è aggiudicato il Premio Fabrizio Romano 2007 e il Premio Giancarlo Siani 2008. Ne sono state vendute oltre 12 000 copie.
Il ricavato del suo secondo libro Libera voce, speranze, delusioni e canzoni dei ragazzi di Napoli è stato devoluto per la ricostruzione di "Cascina Arzilla" bene confiscato alla mafia in Piemonte. Il volume è stato realizzato in collaborazione con Libera con la prefazione di don Luigi Ciotti.
Nel 2010 pubblica il suo terzo libro, Mostri, raccolta di 40 storie sui diritti umani, con prefazione di padre Alex Zanotelli. Libro pubblicato con licenza Creative Commons, attraverso un sistema di coproduzione dal basso, che ha visto impegnati 160 coeditori da tutta l'Italia. Il libro può essere scaricato gratuitamente dalla rete e l'intero ricavato dell'opera è stato utilizzato per progetti d'utilità sociale a Scampia.
Nel 2011 pubblica Sotto le ali dell'airone, volume all'insegna dello sport, che partendo dall'esperienza della scuola calcio Arci Scampia, tenta di raccontare un calcio diverso da quello moderno. Con questo volume si aggiudica il Premio UISP - Regione Campania.
Nel 2016 pubblica Fiori d'Agave - storie di straordinaria Scampia, primo smart book della Marotta&Cafiero editore, leggibile anche attraverso gli smartphone grazie al sistema dei qrcode, volume in cui racconta le storie degli scugnizzi del quartiere che stanno tentando di venir fuori dalla criminalità organizzata e dal degrado del territorio.
Nel 2019 pubblica Eterni Secondi - perdere è un'avventura meravigliosa, per la prestigiosa casa editrice Einaudi Ragazzi. 20 storie di sportivi che hanno perso, ma che sono diventati campioni nella vita. Volume vincitore della sessantatreesima edizione del Premio Bancarellino. Il libro racconta di uomini e donne provenienti da tutto il mondo, che hanno gareggiato in diverse discipline e che attraverso le proprie scelte si sono distinti per i diritti civili e per gesti d'eroismo.
Nel 2020 pubblica due volumi per Einaudi Ragazzi. Assenti senza giustificazione, dedicato ai bambini vittime innocenti delle mafie in Italia, e Dietro il muro, un viaggio planetario alla scoperta dei muri di divisione del mondo raccontati attraverso gli occhi dei bambini.
Nel 2021 pubblica il suo primo libro per l'infanzia Lucignolo. Storia si un bambino diventato burattino illustrato dal disegnatore Vincenzo Del Vecchio, sempre edito da Einaudi Ragazzi. Volume dove affronta le tematiche dei ragazzi di strada e dei figli dei 41bis in chiave collodiana. In più un altro libro su Falcone e Borsellino (Siamo tutti capaci) in cui si tratta dell’attentato a Capaci
Ha partecipato a diverse antologie tra cui ricordiamo Voci Migranti (Marotta & Cafiero editori) e La Ferita (Ad est dell'equatore), La giusta parte (Caracò editore).

### Attivismo
Nel 2007 fonda a Scampia, insieme a Maddalena Stornaiuolo, l'associazione Vo.di.Sca ("Voci di Scampia") in memoria di suo cugino, Antonio Landieri, vittima di camorra. Sempre a Scampia ha fondato la "Fabbrica dei Pizzini della Legalità" in collaborazione con Coppola Editore e la Biblioteca Popolare per Ragazzi di Scampia Antonio Landieri, raccogliendo oltre ventimila volumi da tutta l'Italia in solo 18 mesi, poi donati ad ospedali, carceri, biblioteche e spazi giovanili.
Per 10 anni è stato istruttore di calcio presso la Scuola Calcio Arci Scampia, tra le realtà italiane con il maggior numero di iscritti, oltre 500, e nel 2013 fonda la squadra di rugby Scampia Rugby Football Club. Grazie al suo impegno, lo stadio di Scampia è stato intitolato a suo cugino Antonio Landieri, è il secondo stadio per grandezza della città di Napoli, l'unico con erbetta sintetica realizzata attraverso il riciclo di oltre 77.000 chili di pneumatici abbandonati nella terra dei fuochi. È stato ideatore del progetto Fattorie Vodisca, progetto di agricoltura sociale nel quartiere Chiaiano, oltre 2,5 ettari di terra dove è riuscito a produrre marmellata e miele artigianale.
Attualmente dirige il marchio Made in Scampia, progetto di imprenditoria giovanile che produce a Scampia, con il sostegno degli artigiani e della popolazione locale prodotti enogastronomici e culturali a prezzi popolari. Sempre con il marchio Made in Scampia ha creato il primo tg del quartiere, Made in Scampia News, dove vengono annunciate solo buone notizie. Il progetto Made in Scampia è stato presentato alla Camera dei Deputati con la Presidente Laura Boldrini, al Senato della Repubblica con Piero Grasso e al Parlamento Europeo con Martin Schulz.
Ha aperto nel 2017 La Scugnizzeria, una libreria-teatro tra Scampia e Melito di Napoli, dove centinaia di giovani si formano attraverso corsi di recitazione, radio e scrittura. La Scugnizzeria, definita anche La Piazza di Spaccio di Libri, è la prima libreria dell'area nord di Napoli, aperta dopo oltre 40 anni dalla fondazione di Scampia. Scrittori del calibro di Jeff Kinney, Francesco Recami, Giosuè Calaciura, Mina Welby e Caterina Chinnici hanno presentato i loro libri alla Scugnizzeria.
Nel 2018 ha inaugurato presso la Scugnizzeria la sezione ANPI Scampia-Melito dedicata alla partigiana Maddalena Cerasuolo.

### Le case editrici
Nel 2010 diventa il nuovo proprietario, insieme a Maddalena Stornaiuolo, dello storico marchio editoriale campano Marotta&Cafiero editori. Trasferisce la storica sede di Posillipo a Scampia, trasformando letteralmente la società in una casa editrice indipendente open source. Libri pubblicati esclusivamente su carta riciclata, con inchiostri non inquinanti, testi con licenza Creative Commons e interamente prodotti dal basso. La Marotta&Cafiero editori è la prima cooperativa di giovani dell'area nord di Napoli. La casa editrice si è anche lanciata nel campo musicale con l'etichetta discografica indipendente Marotta&Cafiero Recorder, pubblicando oltre 10 cd musicali e un vinile. Nel 2013 apre nell'ottocentesco Teatro Bellini di Napoli, la libreria Marotta & Cafiero Store, gestita da sole donne. L'anno successivo inaugura a Scampia il Marotta&Cafiero Store, primo bookshop dell'area nord di Napoli. Primo esperimento in Italia di libreria privata all'interno di una scuola pubblica. Ha fondato, in collaborazione col Teatro Bellini di Napoli, il caffè letterario equo e solidale Sottopalco.
Nel 2016 fa rinascere a Scampia la casa editrice della legalità Coppola editore, fondata nel 1984 da Salvatore Coppola a Trapani. Casa editrice famosa in tutta Italia per il suo impegno nel contrasto alla criminalità organizzata e per aver inventato i "Pizzini della Legalità".
Nel 2019 viene nominato Presidente dell'Associazione Campana Editori, ruolo che ricopre fino al 2021.

### Teatro
Ha partecipato al progetto teatrale "Arrevuoto", a cura del Teatro Mercadante di Napoli, e successivamente al progetto di impresa culturale "Punta Corsara". Nel 2010 insieme a Maddalena Stornaiuolo costituisce "Vodisca Teatro", compagnia di teatro civile in scena in tutta Italia, selezionata al prestigioso Positano Teatro Festival e al Festival Primavera dei Teatri. Tra le più giovani e interessanti giovani compagnie napoletane. Nel 2011 fonda a Napoli il webmagazine dedicato al mondo teatrale campano "Quarta Parete". Organizzato a Scampia il Premio Antonio Landieri - Teatri d'Impegno Civile, che ogni anno premia gli spettacoli che maggiormente si sono distinti dal punto di vista civile nel panorama teatrale campano.

## Opere
- Al di là della neve, storie di Scampia. Marotta & Cafiero editori. Napoli, 2007.
- Libera Voce. Marotta & Cafiero editori. Napoli, 2008. Prefazione di Don Luigi Ciotti.
- Mostri. Marotta & Cafiero editori. Napoli, 2010. Prefazione di Padre Alex Zanotelli. Postfazione di Carlo Gubitosa
- Sotto le ali dell'airone. Marotta & Cafiero editori. Napoli, 2011.
- Fiori d'Agave, storie di straordinaria Scampia. Coppola editore. Napoli. 2016. Prefazione di Luigi De Magistris.
- Eterni Secondi, perdere è un'avventura meravigliosa. Einaudi Ragazzi. Trieste. 2019.
- Assenti, senza giustificazione. Einaudi Ragazzi. Trieste. 2020.
- Dietro il muro. Einaudi Ragazzi. Trieste. 2020.
- Lucignolo. Storia di un bambino diventato burattino. Einaudi Ragazzi. Trieste. 2021.
- Siamo tutti Capaci. Falcone e Borsellino 30 anni dopo. Einaudi Ragazzi. Trieste. 2021.
- Mosca 1957. La stella che abbaia. Coppola editore. Napoli. 2022.
- Gino Strada. Medico in prima linea. Einaudi Ragazzi. Trieste. 2023.
- Spacciatori di libri. da Scampia a Stephen King. Marotta&Cafiero editori. Napoli. 2023.

### Antologie
- Voci migranti, storie di esili e di esiliati. AA.VV. Marotta & Cafiero editori. Napoli, 2008.
- Suburbia, molti Ubu in giro per il pianeta. AA.VV. Ubulibri. Milano, 2008.
- La Ferita, racconti per le vittime innocenti di camorra. AA.VV. Ad est dell'equatore. Napoli, 2009.
- Presente Indicativo. AA.VV. Ad est dell'equatore. Napoli, 2010.
- Scampia Trip. AA.VV. Ad est dell'equatore. Napoli, 2010.
- Sulle tracce di Felice Pignataro. AA.VV.Marotta & Cafiero. Napoli, 2010.
- La giusta parte. AA.VV. Caracò. Napoli, 2011.
- Viaggio nell'Italia dei beni comuni. AA.VV. Marotta & Cafiero. Napoli, 2011.
- Sveglia! visioni e azioni in un mondo che cambia. AA.VV. Marotta & Cafiero. Napoli, 2014.

## Teatro
- La Pace! da Aristofane, regia di Marco Martinelli. Progetto Arrevuoto. Napoli, 2006
- Ubu Sotto tiro da Alfred Jarry, regia di Marco Martinelli. Progetto Arrevuoto. Napoli, 2007
- Al di là della neve, reading teatrale a cura di Mario Gelardi. Napoli, 2009
- La Ferita, reading teatrale a cura di Mario Gelardi. Napoli, 2009
- Croci Rosa di e con Maddalena Stornaiuolo e Rosario Esposito La Rossa. Napoli, 2010
- Di umanità distratta di Eduardo Di Pietro. Napoli, 2010
- Una modesta proposta di Rosario Esposito La Rossa. Napoli, 2012
- Fiori d'Agave, reading teatrale di e con Maddalena Stornaiuolo e Rosario Esposito La Rossa. Napoli, 2017

## Cinema
- Il Tempo dei giocattoli, regia di Maddalena Stornaiuolo. Sceneggiatura di Rosario Esposito La Rossa. Cortometraggio prodotto da Vodisca Teatro. Napoli, 2019
- Sufficiente da Fiori d'Agave (Coppola Editore), regia di Maddalena Stornaiuolo e Antonio Ruocco. Sceneggiatura di Rosario Esposito La Rossa. Cortometraggio prodotto da Palabras. Napoli, 2019. Cortometraggio vincitore del Nastro d'Argento 2020.
- Coriandoli, regia di Maddalena Stornaiuolo. Sceneggiatura di Rosario Esposito La Rossa. Cortometraggio prodotto da La Scugnizzeria. Napoli, 2021. Cortometraggio presentato alle Giornate degli Autori alla Mostra Internazionale del Cinema di Venezia.

## Onorificenze
Cavaliere Ordine al merito della Repubblica Italiana— Roma, 12 novembre 2016. Di iniziativa del Presidente della Repubblica Sergio Mattarella.

## Riconoscimenti
- Premio Fabrizio Romano. Napoli 2007
- Premio Giancarlo Siani. Napoli 2008
- Premio Uisp - Regione Campania. Napoli 2012
- Premio "Il cuore d'oro". Napoli 2014
- Premio Capitani di Napoli. Napoli 2014
- Premio Eccellenze Napoli Cultural Classic. Napoli 2019
- Premio Amato Lamberti. Napoli 2019
- Premio Megaris. Napoli 2019
- Albero dei Giusti. Milano 2019
- Giovene Eccellenza Campana. Napoli 2019
- Premio Books for Peace. Roma 2020
- Premio Ambientalista dell'Anno - Luisa Minazzi. Casale Monferrato 2020
- Premio Bancarellino. Pontermoli 2020[1]
- Premio Don Peppe Diana. Casal di Principe. 2021